# Kingsville Township (Ohio)
Kingsville Township ist eines von 27 Townships des Ashtabula Countys im US-Bundesstaat Ohio. Nach der Volkszählung im Jahr 2000 waren hier 1847 Einwohner registriert.

## Geographie
Kingsville Township liegt im Nordosten des Ashtabula Countys im äußersten Nordosten von Ohio, ist im Norden etwa 5 km vom Eriesee entfernt und grenzt im Uhrzeigersinn an die Stadtgrenze von Conneaut und an die Townships: Monroe Township, Sheffield Township, Plymouth Township und Ashtabula Township.

## Verwaltung
Das Township wird durch ein Board of Trustees, bestehend aus drei gewählten Mitgliedern, verwaltet. Zwei Personen werden jeweils im Jahr nach der Präsidentschaftswahl gewählt und eine jeweils im Jahr davor. Die Amtszeit dauert in der Regel vier Jahre und beginnt jeweils am 1. Januar. Daneben gibt es noch einen Township Clerk (Schriftführer), der ebenfalls im Jahr vor der Präsidentschaftswahl auf eine vierjährige Amtszeit gewählt wird. Dessen Amtszeit beginnt jeweils am 1. April.

## Geschichte
Der erste Siedler im Kingsville Township war Walter Fobes, der 1804 aus Connecticut kam. Das Township wurde 1810 gegründet.